# La Azozuca
La Azozuca es una localidad del estado mexicano de Guerrero. Es parte del municipio de Ayutla de los Libres.

## Toponimia
El nombre «Azozuca» proviene de los términos en náhuatl: atl, agua; xoxocotl, agrio; co, lugar. Su significado es «lugar de agua amarga».

## Demografía
| Gráfica de evolución demográfica |
|                                  |

| Censo | Población |
| ----- | --------- |
| 1940  | 404       |
| 1950  | 528       |
| 1960  | 635       |
| 1970  | 779       |
| 1980  | 1 019     |
| 1990  | 1 308     |
| 2000  | 1 769     |
| 2010  | 1 924     |
| 2020  | 1 911     |